# Bulbophyllum erythroglossum
Bulbophyllum erythroglossum är en orkidéart som beskrevs av Jean Marie Bosser. Bulbophyllum erythroglossum ingår i släktet Bulbophyllum och familjen orkidéer. Inga underarter finns listade i Catalogue of Life.